# Les Roses de Dublin
Les Roses de Dublin est une mini-série télévisée française de six épisodes, relevant de la comédie romanesque, tournée en Irlande en 1981, et diffusée en décembre cette même année sur TF1.

## Synopsis
Christophe Bardol, un photographe français, est chargé d'un reportage sur un match en Irlande. Après avoir été battu par trois frères, membres de l'équipe de rugby qu'il photographiait, il apprend qu'il a eu un fils conçu dix ans plus tôt avec leur sœur Spring Kavanaugh, une belle irlandaise.Christophe retourne en Irlande avec un ami, déterminé à rencontrer son fils. Il voit de nouveau la mère de son fils et est déterminé à l'épouser, mais Spring a d'autres projets.

## Fiche technique
- Réalisateur : Lazare Iglesis
- Scénariste : Pierre Rey
- Musique originale : Vladimir Cosma avec la participation de Liam O'Flynn (tin whistle) et John Wright (guimbarde)
- Directeur de la photo : Gilbert Sarthre
- Format : mini-série de 6 épisodes
- Durée : 52 minutes chaque épisode
- Diffusé le 10 décembre 1981 (France)

## Distribution
- Jean-Claude Bouillon : Christophe Bardol
- Berenice Toolan (voix française Évelyn Séléna) : Spring Kavanaugh
- Paul Kinlay : Anthony Kavanaugh
- Yves Afonso : Paulo
- Pascale Roberts : Cora O'Reilly
- Colm Meaney : Michael Kavanaugh
- Sean Lawlor : Patrick Kavanaugh
- Robert Lombard : Flatman
- Emily Reuer (de) : Inès Lamour
- Tonie Marshall : Lise, l'assistante d'Inès Lamour
- Jacques Maury : Homère Kratsinas
- Tom Hickey (en) : Peter O'Reilly
- Eamon Kelly (en) : Oncle Rory
- Karl-Michael Vogler : Fritz Hutzinger
- Erna Sellmer (de) : Clara Hutzinger
- Denys Hawthorne (en) : Arthur Hogan
- Brendan Cauldwell (en) : Seamus
- Cerise : Ginette
- Katrine Boorman : Penny

## Produits dérivés
En 1981, Les roses de Dublin sort en roman, écrit par Louis Valentin, aux éditions Robert Laffont. Puis, il est réédité en livre de poche en 1992. La mini-série existe également en DVD (2006).